# Licenciement en Allemagne
Le licenciement en Allemagne est encadré par la loi et les usages, qui prévoient tous les deux une durée de préavis proportionnelle à l'ancienneté du salarié et pas à son statut.
Le congé peut être donné par chaque partie au contrat. Il n’est pas fait de distinction entre le licenciement décidé par l’employeur et la démission donnée par le salarié.
Comme dans d'autres pays en Europe, le droit du licenciement repose sur « un principe de proportionnalité entre la liberté d'entreprendre et le droit à l'emploi ». Il protège à la fois le salarié et l'entreprise en exigeant qu'un motif soit mentionné dans une lettre de licenciement.

## Règles

### Employeurs et salariés les plus concernés
La loi pour la protection contre les licenciements ne trouve application que si l’établissement (Betrieb) emploie à titre régulier plus de dix salariés et si les salariés concernés ont une ancienneté de plus de six mois.

### Indemnisation
En cas de licenciement pour motif économique, une indemnité est due aux salariés qui ne contestent pas le motif économique, d'un montant d’1/2 mois de salaire par année de présence. Elle s'ajoute aux mois de salaire dus au titre du préavis, qui peuvent être importants si le salarié a de l'ancienneté.

### Préavis
Le préavis de licenciement dépend de la durée de la relation de travail. L'employeur peut le verser d'avance, et demander au salarié de partir. Les mois dus au titre du préavis s'ajoutent à ceux dus au titre de l'indemnité de licenciement.
Pendant les deux premières années de présence du salarié dans l'entreprise, le préavis ne dépasse pas en général quatre semaines au 15 du mois ou à fin de mois. Au-delà de deux ans, la durée du préavis augmente, en fonction du nombre d’années d’ancienneté, pour atteindre sept mois à fin de mois, dans le cas d'un salarié ayant vingt ans d'ancienneté: 
- 5 ans d'ancienneté : 2 mois à la fin d’un mois calendaire
- 8 ans d'ancienneté : 3 mois à la fin d’un mois calendaire
- 10 ans d'ancienneté : 4 mois à la fin d’un mois calendaire
- 12 ans d'ancienneté : 5 mois à la fin d’un mois calendaire
- 15 ans d'ancienneté : 6 mois à la fin d’un mois calendaire
- 20 ans d'ancienneté : 7 mois à la fin d’un mois calendaire[2].

Le contrat de travail ou la convention collective peuvent prévoir une durée de préavis plus favorable, qui doit être respectée (principe d’application de la règle la plus favorable au salarié - Günstigkeitsprinzip).
En cas de licenciement pour motif économique, le salarié ayant 20 ans d'ancienneté recevra ainsi une indemnité de dix mois de salaire, à laquelle s'ajoutent les sept mois de préavis. Ce total de 17 mois sera plus élevé s'il prouve que le motif économique n'est pas avéré.

### Violation grave des obligations contractuelles
Chaque partie peut dénoncer le contrat de travail sans avoir à respecter de préavis, s’il existe des faits qui lui rendent insupportable sa continuation, en tenant compte de toutes les circonstances et des intérêts respectifs des deux parties, par exemple une violation grave de ses obligations contractuelles par le salarié.
La "raison importante" ou "faute grave" est définie par la loi. Un licenciement pour faute grave suppose alors une violation tellement grave du contrat de travail par le salarié que sa continuation jusqu’à la fin de la période de préavis serait insupportable pour l’employeur. Ce licenciement n’est valable que s’il est ultima ratio, c'est-à-dire le seul
et ultime moyen applicable par l’employeur.
Exemples de "faute grave" pour un licenciement sans obligation de préavis en Allemagne:
Un chauffeur de camion ou de bus qui conduit en état d’ébriété, un salarié qui insulte un supérieur hiérarchique, qui est en garde à vue ou arrestation ou qui agresse ses collèges. Autres exemples : abus de pouvoir, refus d’effectuer un travail demandé, violation d’un secret professionnel.

### Délai de réaction en cas de faute grave
Il appartient à celui qui dénonce le contrat de prouver l’existence du motif important en cas de procédure judiciaire. S’il n’y parvient pas, la nullité du congé sera prononcée.
L’employeur dispose d’un délai de réaction de deux semaines pour signaler une faute grave.
Le délai court à partir du jour où il prend connaissance de la situation fautive, de la violation du contrat par le salarié. 

### Choix des personnes licenciées
L’article 1 alinéa 3 de la loi de protection contre les licenciements précise que les
salariés dont le maintien sert à l’intérêt de l’entreprise, soit en raison de leurs connaissances, aptitudes, performances, soit au profit d’une structure d’âges équilibrée peuvent rester à l’écart de la « sélection sociale », c'est-à-dire du choix des personnes licenciées.

### Réformes Hartz
Le licenciement en Allemagne a été assoupli par les Réformes Hartz des années 2000, à l'issue desquelles la protection légale s'applique à partir de 10 salariés et non plus cinq. Par ailleurs, l'employeur doit toujours tenir compte du « point de vue social » dans le choix des licenciés mais les réformes Hartz ont institué quatre critères (ancienneté dans l’entreprise, âge, situation familiale et handicap), là où les employeurs dénonçaient auparavant une jurisprudence trop imprévisible.